# MS Silja Symphony
MS Silja Symphony er en cruisefærge ejet af det estiske rederi Tallink Group, men drevet under Silja Line varemærket som Tallink har ejet siden maj 2006. Skibet forbinder Helsinki i Finland med Stockholm i Sverige via Mariehamn i Åland. Hun blev bygget i 1991 på Masa Yards værftet i Turku i Finland.
Mens Silja Symphony blev bygget på Wärtsilä Marineværftet gik det konkurs, og som et af dette resultat blev hun leveret flere måneder forsinket den 30. maj 1991. Den 1. juni blev hun sat på ruten Helsinki-Stockholm. Det nye skib, var det første som have en promenade gade på skibet. I modsætning til sit søsterskib, MS Silja Serenade blev skårsten bygget af aluminium, hvilket gjorde skibet mindre tungt. Silja Symphony var også den tredje skib til at nå frem til det sted hvor MS Estonia var sunket den 28. september 1994. 
Den 7. februar 1996 blev skibet sat i havn. I december samme år blev hendes motorer opgraderet med en såkaldt vand-spray teknologi, der kraftigt reduceret nitrogenoxidemissioner. For at holde det afgiftsfrie salg på Helsinki-Stockholm ruten i gang og pga. ny lovning på området fra EU satte man et stop i Mariehamn på ruten fra juni 1999. I 6. august 2001, blev en sværm af fisk suget ind i skibets kølevand indtagelse, hvilket resulterede i motorerne måtte lukkes ned pga. overophedning. På grund af motorens problem ankom skibet i Helsinki omkring 1 ½ time for sent. 
I januar 2004 sejlede skibet to specielle krydstogtstur til Tallinn i Estland for den finske virksomhed SOK. Lignende krydstogter blev igen udført i januar 2005. I januar-februar 2006, lige før salget af Silja Line til Tallink, blev Symphony og hendes søsterskib sent til en omfattende ombygning i Luonnonmaan telakka, i Naantali i Finland. Under en storm den 9. januar 2007 blev Symphony beskadet imens den var i havn i Mariehamn, hvilket resulterede i skader for cirka 600.000 euro. 
Der er nogle små ydre forskelle, på Symphony og hendes søsterskib Serenade som adskiller dem fra hinanden. Symphonys ydre dæk er f. eks er malet lyseblå (imens Serenades er grønne), øjnene på sæl logoet i Symphony's skårsten er blå imens de er hvid på blå skitse på Serenade, og lyskasse med skibets navn på Symphony er malet hvid imens Serenades er malet blå.

## Dæk
- 1. Maskinrum
- 2. Maskinrum, kahytter
- 3. Vogndæk, besætningens opholdsrum
- 4. Vogndæk, besætningens opholdsrum
- 5. Spa, klub, kahytter, besætningens opholdsrum
- 6. Konferencerum, Bistro, Café, Buffet, Tax-free butikker
- 7. Natklub & casino, taxfree butikker, restauranter, Pub, legerum for børn
- 8. Natklub, kahytter
- 9. Suites, kahytter.
- 10. Lounge, kahytter.
- 11.Suite, kahytter.
- 12.Soldæk, sauna, svømmepool og varmtvandsbassiner, besætningens opholdsrum
- 13.Komandobroen, disco, lounge, biograf
- 14.Helicopter dæk

## Eksterne links
- http://www.silja.com
- SILJAweb.com Arkiveret 2. februar 2011 hos  Wayback Machine
- Valkeat Laivat (Finsk)
- Silja Symphony Video Clips Arkiveret 27. september 2009 hos  Wayback Machine
- "Silja Symphony at Fakta om Fartyg". Arkiveret fra originalen 9. december 2012. Hentet 13. maj 2010. (Svensk)
- Serenetti Arkiveret 10. juni 2010 hos  Wayback Machine (Finsk)